# 704 인테람니아
704 인테람니아(라틴어: Interamnia)는 지름 330 km의 B형 소행성으로, 태양으로부터의 평균 거리는 약 3.067 천문단위이다. 1910년 10월 2일 이탈리아의 천문학자 빈첸초 체룰리가 발견하였으며, 체룰리가 근무했던 이탈리아 테라모의 라틴어 이름을 따 이름이 붙여졌다. 질량으로는 소행성 중 5번째 ~ 8번째로 큰 것으로 추정되며, 전체 소행성대 질량의 1.2%가량을 차지한다. 2017년부터 2019년까지 초거대 망원경을 이용해 관측한 결과와 엄폐 관측 결과를 종합한 결과, 인테람니아는 이론적으로 자전 주기가 7.6시간인 정역학적 평형을 이룬 천체로, 굳은 이후 충돌로 인해 자전 주기가 변하여 현재의 8.7시간으로 바뀐 것으로 보인다.

## 특징

발견 101주년을 기념해 테라모 천문대에서 관측한 인테람니아로, 3시간 동안 인테람니아가 움직이는 모습이 담겨 있다.

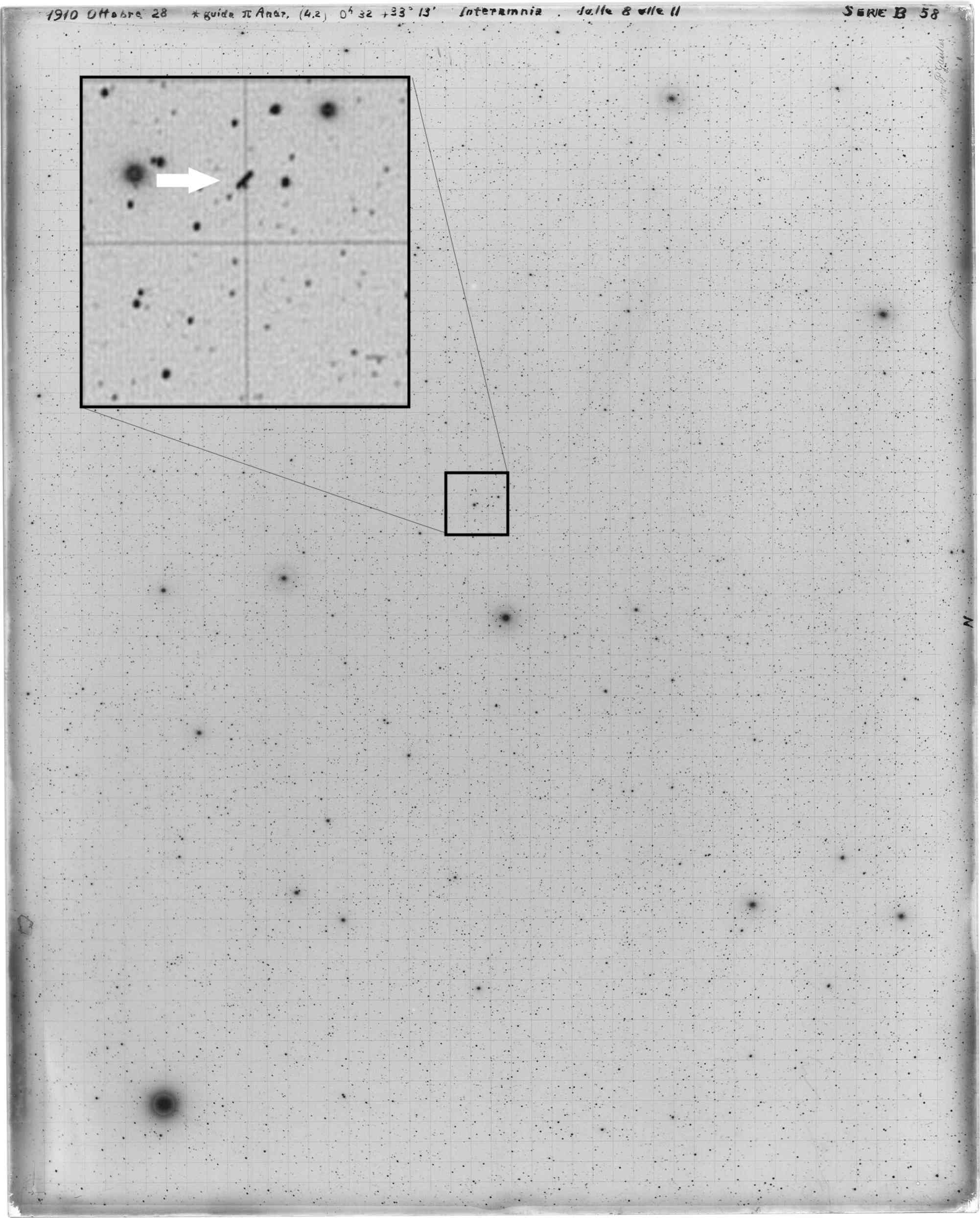
1910년 10월에 촬영한, 인테람니아의 최초 사진. 인테람니아의 이동 경로는 확대 부분에 표시되어 있다.

인테람니아는 5번째로 큰 소행성이자 가장 큰 F형 소행성인 것 치고는 연구가 많이 이루어지지 않았다. 2017년 이전까지는 모양이나 구성 성분이 알려져 있지 않았고, 광도곡선도 분석이 이루어지지 않아 자전축 기울기도 불명이었다. 2017년부터 2019년까지 초거대 망원경이 인터암니아를 관측하여 지름을 332 km로 특정하였고, 베스타와 유사하게 타원 모양임을 밝혀냈다. 밀도 측정치(1.98±0.68 g/cm3)는 구성 성분을 추정하기에는 정밀도가 낮긴 하나, 표면에 수화물이 존재하는 점과, 세레스와 스펙트럼 특징이 비슷한 점을 통해, 주로 얼음으로 구성된 천체로 보인다. 소행성족이 없는 것으로 보아 인테람니아에서는 베스타나 히기에이아와 달리 최근 30억 년 동안에 큰 충돌이 일어나지 않았다.
인테람니아는 표면이 어둡고 태양과 멀기 때문에 관측이 쉽지 않다. 근일점 충에서의 겉보기등급도 9.9밖에 되지 않아 베스타보다 40배가량 어둡다.

2000 ~ 2020년 동안 인테람니아의 궤도를 나타낸 애니메이션.
태양
지구·
화성·
목성·
704 인테람니아

## 질량

TESS가 2018년 1월 19일 관측하던 항성 TIC 14802783 앞을 인테람니아가 지나가는 모습.

2001년 19 포르투나, 29 암피트리테, 16 프시케의 결과를 기반으로 하여 인터암니아의 질량을 (7±2)×1019 kg로 추정한 결과가 발표되었다. 2011년에는 (3.9±0.2)×1019 kg로, 2014년에는 (2.7±0.1)×1019 kg라는 결과가 나왔으며, 2019년에는 기존의 추정치 21개의 평균을 구해, 질량을 (3.8±1.3)×1019 kg으로 추산하였다.

## 표면
초거대 망원경의 관측 결과에서는 깊은 분지는 보이지 않았다. 얼음질 F형 소행성의 특징으로 보아, 충돌구가 있다면 바닥이 평평할 것으로 보인다.

## 같이 보기
- 반지름순 태양계 천체 목록